# Tomaspis basifura
Tomaspis basifura är en insektsart som beskrevs av Melichar 1912. Tomaspis basifura ingår i släktet Tomaspis och familjen spottstritar. Inga underarter finns listade i Catalogue of Life.